# Чарівна сила (фільм)
Чарівна сила (англ. The Conquering Power) — американська драма режисера Рекса Інгрема 1921 року.

## Сюжет
Втративши свого батька, марнотратник життя переїжджає до скупого дядька, який шахраює з йому спадщиною.

## У ролях
- Еліс Террі — Євгенія Грандет
- Рудольф Валентіно — Чарльз Грандет
- Ральф Льюїс — Пере Грандет
- Керрі Домері — Мере Грандет
- Бріджетта Кларк — мадам де Грассінс
- Марк Фентон — монсеньйор де Грассінс
- Ворд Вінг — Адольф де Грассінс
- Ерік Мейн — Віктор Грандет
- Едвард Коннеллі — Нотарі Кручот
- Джордж Еткінсон — Бонфонс Кручот
- Віллард Лі Холл — Еббі Кручот